# Kimry
Kimry (del ruso: Ки́мры) es una ciudad del óblast de Tver, en Rusia. Está situada en la confluencia del río Kimrka con el Volga, a 133 km al este de la capital del óblast, Tver, y a 130 km de Moscú. Su población en 2009 alcanzaba los 48 873 habitantes.
A efectos de desconcentración administrativa de los órganos federales y de la óblast, Kimry es la capital del raión homónimo. Sin embargo, a efectos de autogobierno local es desde 2022 la sede de un ókrug municipal, en el que un solo ayuntamiento con sede en la ciudad extiende su jurisdicción sobre todo el raión. Hasta 2022, la ciudad no formaba parte del raión y se gobernaba como una unidad directamente subordinada a la óblast.

## Historia

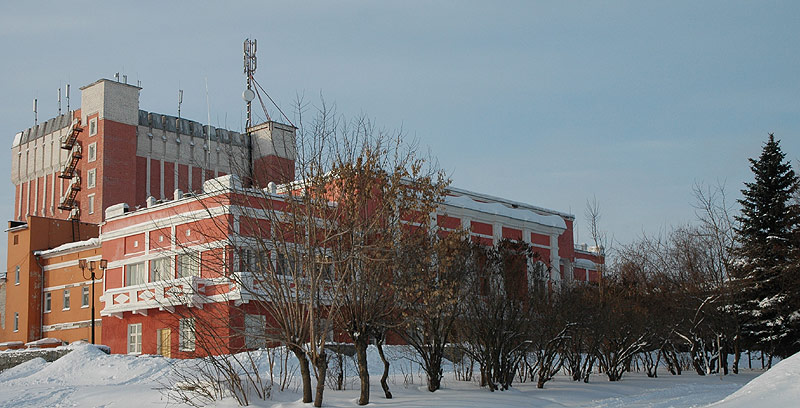
Teatro dramático de Kimry, construido en 1942

Kimry es citada por primera vez en 1546. Es descrita en ese momento como un pueblo de comerciantes y de zapateros. El barrio de Kimry situado en la orilla derecha del Volga, conocido como Saviolovo, se comenzó a desarrollar en 1901, a raíz de la construcción de una estación sobre la línea de ferrocarril que une la localidad a Moscú. Kimry adquirió el estatus de ciudad en 1917. En la ciudad sobreviven aún varias casas de madera e iglesias antiguas.

## Demografía
| 1897   | 1926   | 1939   | 1959   | 1970   |
| ------ | ------ | ------ | ------ | ------ |
| 6000   | 19 000 | 35 200 | 41 200 | 53 400 |
| 1979   | 1989   | 1992   | 2002   | 2008   |
| 57 800 | 61 500 | 61 800 | 58 500 | 49 380 |

## Economía
La ciudad posee una estación de ferrocarril en el barrio de Saviolovo, que la une a Moscú, así como un aeropuerto. Los principales sectores de actividad son la fabricación de máquinas-herramienta y el trabajo en cuero (calzado).

## Personalidades
- Aleksandr Fadéyev (1901-1956), escritor.

## Ciudades hermanadas
- Kornwestheim, Alemania